# 3103 Eger
Eger (asteroide 3103, com a designação provisória 1982 BB) é um asteroide cruzador de Marte. Possui uma excentricidade de .3542429406182978 e uma inclinação de 20.9311º.
Este asteroide foi descoberto no dia 20 de janeiro de 1982 por Miklós Lovas.